# London Zoo
London Zoo, som ligger i Regent's Park, åbnede 27. april 1828 som verdens første videnskabelige zoologiske have. Grundlæggeren var sir Stamford Raffles, som også grundlagde byen Singapore. Den drives af Zoological Society of London (ZSL), som har sit eget zoologiske institut og dyrehospital. Oprindeligt var den zoologiske samling tænkt brugt til videnskabelige formål og havde fra starten arabisk oryx, orangutang og kudu og den nu uddøde hesteart quagga.
London Zoo blev åbnet for publikum i 1847. En videnskabsmand, der var en del i parken var Charles Darwin. Han fik sandsynligvis sin inspiration til enkelte af sine teorier ved sine studier i primatafdelingen. I 1902 foreslog sir Peter Chalmers Mitchell, at dyrene kunne flyttes i et bur og ikke nødvendigvis behøvede at stå indenfor – efter inspiration af Hamburg Zoo. Mitchell grundlagde også Whipsnade Wild Animal Park i 1931, hvor alle dyrene gik ude.
I dag rummer London Zoo 16.000 individer af i alt 755 forskellige arter. Heraf er 77 pattedyr. 77 reptiler. 23 amfibier, 113 fugle og resten er fisk og bløddyr. Den har sin egen reptilafdeling, akvarie, troparium, sommerfuglebygning, pingvinbassin, er voliere insektarium samt en afrikansk afdeling med zebraer, giraffer og sjældne dyr som gorillaer, okapier, tigre, komodovaraner og en række sjældne, tropiske fisk. Akvariet er det ældste i verden og blandt de ledende for tropiske fisk. Dyr som elefanter, næsehorn osv. er blevet flyttet til en mere rummelig zoo i Bedfordshire – Whipsnade Zoo, der også drives af ZSL.
I 1980'erne oplevede London Zoo nedgangstider som publikumssvigt samt kritik af den beskedne plads, dyrene har. Kritikken er blevet besvaret ved at flytte dyrene fra bure til åbne indhegninger med mere plads til dyrene. London Zoo deltager i en række konverseringsprogrammer  og har indtaget en vigtig rolle indenfor arbejdet med truede dyrearter. London. Den deltager i en avlsprogram for mere end 130 arter.